# Simusica
Gran guerrero y cacique indígena de la tribu Humogría según la tradición oral.
Perteneciente a la Etnia de los Timotocuicas, según la leyenda se asentaría donde hoy está ubicado La Grita y San José de Bolívar (Venezuela)

## Etimología
En lengua indígena el nombre de Simusica significa Viento gélido de la montaña. Hoy lleva el nombre de una montaña en el Páramo de la Cimarronera, parte del Parque nacional Juan Pablo Peñaloza
- Datos: Q6128859